# Walter Keller (Maler)
Walter Keller (* 2. Februar 1901 in Hornussen; † 10. Januar 1994 in Kilchberg ZH) war ein Schweizer Maler, Zahnarzt und Maschineningenieur.

## Leben und Werk
Walter Keller, genannt Wak, war ein Sohn des Notars und Bezirksverwalters Oskar Keller und der Posthalterin Emilie, geborene Meyenberger.
Keller malte schon während seiner Jugendzeit. Er besuchte von 1917 bis 1920 das Realgymnasium in Schwyz. Nach der Matura studierte er Maschinengenieurwissenschaften an der ETH Zürich. Nach dem Abschluss arbeitete er als diplomierter Ingenieur im Elsass und in Paris, wo er mit dem Impressionismus in Kontakt kam.
1926 entschloss sich Keller für ein Zweitstudium. So holte er die Lateinmatura nach und studierte Zahnmedizin in Freiburg, Genf und Zürich. Das Studium schloss er 1931 ab; er arbeitete anschliessend bis 1934 als Zahnarzt-Assistent bei seinem älteren Bruder Oskar. 1933 erwarb Keller an der Universität Bern den Doktortitel.
1934 heiratete er Maria, geborene Wedekind († 1967), die ihn zeitlebens in seiner künstlerischen Laufbahn unterstützte und mit ihm zahlreiche Studienreisen unternahm. Im gleichen Jahr eröffnete Keller seine eigene Zahnarztpraxis in Zürich-Wiedikon, die er bis 1963 führte. 1942 lernte Keller Otto Bachmann kennen und befreundete sich mit diesem. Zudem unterstützte das Ehepaar Keller Bachmann finanziell.
Walter Keller wurde 1948 in seiner Wahlheimat Kilchberg eingebürgert. 1949 hatte er eine Einzelausstellung im Kunsthaus Zürich; ab 1950 stellte er seine Werke regelmässig im In- und Ausland aus.
Keller erhielt verschiedene Preise, so 1960 die Goldmedaille an der Biennale von Ancona, 1962 die Goldmedaille am Grand Prix de Pâques in Nizza und 1965 eine Auszeichnung an der XX Exhibition of Contemporary European Painters in New York.
Seiner Liebe zur Kunst hat Walter Keller durch die testamentarisch verfügte Gründung der «Keller-Wedekind-Stiftung für gegenständliche Kunst» Ausdruck verliehen.